# DyE
Juan De Guillebon, bedre kendt som DyE, er en houseproducer fra Paris, Frankrig.